# Hugo von Leipziger

Hugo von Leipziger

Hugo von Leipziger (* 16. Juni 1822 in Naumburg (Saale); † 14. Oktober 1896 in Katzendorf bei Berga/Elster) war ein deutscher Verwaltungsjurist.

## Leben
Hugo von Leipziger war Sohn eines Geheimen Justizrats in Naumburg. Er stammte aus dem sächsischen Adelsgeschlecht Leipzig. Die Mutter war eine Byern. Nach dem Abitur am Domgymnasium Naumburg begann er 1843 an der Universität Jena Rechts- und Kameralwissenschaft zu studieren. 1844 wurde er im Corps Guestphalia Jena recipiert. Nach anderthalb Jahren inaktiviert, wechselte er an die Königliche Universität zu Greifswald. Zum letzten Semester ging er an die Friedrich-Wilhelms-Universität zu Berlin. In Berlin legte er 1846 das erste juristische Examen, 1848 das Referendariatsexamen und 1852 das Staatsexamen ab. 1854 heiratete er die einzige Tochter des Ludwig von Mannsbach und Herrin auf Wolframsdorf Maria Wilhelmine Gasparine von und zu Mannsbach. Aus dieser Ehe ging 1860 der preußische Offizier Erich von Leipzig hervor.

### Preußen
Als Gerichtsassessor kam er an das Kreisgericht Naumburg. Bei den Mobilmachungen 1848, 1849, 1850 und 1859 war er kurzzeitig Offizier. Neun Monate war er Hilfsarbeiter bei der 1849 eingerichteten Königlichen Direktion der Ostbahn in Bromberg. Danach kam er als Justiziar zur Regierung in Posen. In die innere Verwaltung Preußens übergetreten, kam er 1853/54 als Regierungsassessor zum Oberpräsidenten der Provinz Sachsen in Magdeburg. 1863 wechselte er zur Regierung in Potsdam, wo er im Jahr darauf zum Regierungsrat befördert wurde. 1869 kam er zur Regierung in Düsseldorf. Im Deutsch-Französischen Krieg war er Delegierter des Generalinspektors der freien Krankenpflege für den gesamten Regierungsbezirk. Dafür erhielt er das Eiserne Kreuz am weißen Bande. 1871 wurde er zur Regierung in Erfurt versetzt. 1877 wurde er in Magdeburg zum Oberregierungsrat und Dirigenten der Abteilung für Kirchen- und Schulangelegenheiten ernannt.

### Altenburg
Nachdem Friedrich von Gerstenberg-Zech, langjähriger Staatsminister des Herzogtums Sachsen-Altenburg, am 29. August 1879 gestorben war, wurde die Stelle zum 24. Februar 1880 mit Hugo von Leipziger besetzt. Dabei wurde er zum Wirkl. Geh. Rat mit dem Prädikat Exzellenz ernannt. Neben dem Vorsitz im Gesamtministerium übertrug man ihm zugleich die Leitung der ersten Ministerialabteilung (Angelegenheiten des Herzoglichen Hauses, Inneres und Kultus). Er amtierte elf Jahre. Die letzten Jahre seines Lebens wohnte er auf dem Rittergut Wolframsdorf bei Trünzig, im Gebiet der heutigen Gemeinde Langenbernsdorf, und Teichwolframsdorf. Er erkrankte im Sommer 1896 und starb mit 73 Jahren. Sein Sohn Erich von Leipzig (1860–1915) war Hauptmann im Generalstab des XV. Armee-Korps, später Oberst und Militärattaché bei der Kaiserlich-Deutschen-Botschaft in Konstantinopel.